# Buxwaha
Buxwaha è una suddivisione dell'India, classificata come nagar panchayat, di 9.064 abitanti, situata nel distretto di Chhatarpur, nello stato federato del Madhya Pradesh. In base al numero di abitanti la città rientra nella classe V (da 5.000 a 9.999 persone).

## Geografia fisica
La città è situata a 24° 16' 18 N e 79° 17' 35 E.

## Società

### Evoluzione demografica
Al censimento del 2001 la popolazione di Buxwaha assommava a 9.064 persone, delle quali 4.830 maschi e 4.234 femmine. I bambini di età inferiore o uguale ai sei anni assommavano a 1.681, dei quali 848 maschi e 833 femmine. Infine, coloro che erano in grado di saper almeno leggere e scrivere erano 4.928, dei quali 3.059 maschi e 1.869 femmine.